# 青蓮寺 (大阪市)
青蓮寺（せいれんじ）は、大阪市天王寺区にある高野山真言宗の寺院。

## 歴史
聖徳太子が鴫野の地に創建した法案寺が起源とされる。
豊臣秀吉の大坂城築城に際し、現在の生國魂神社の地に移り、生玉十坊と称され習合していたが、明治元年（1868年）の神仏別離令により、法案寺は分散した。
その後、十坊のうち遍照院と医王院の二院を合して、茶臼山にあった青蓮寺の寺号を移して現在地に再建された。

## 交通
- Osaka Metro谷町線四天王寺前夕陽ヶ丘駅から徒歩4分

## 周辺
- 太平寺
- 勝鬘院